# Maleník
Maleník är ett berg i Tjeckien.   Det ligger i regionen Olomouc, i den östra delen av landet, 240 km öster om huvudstaden Prag. Toppen på Maleník är 491 meter över havet.
Terrängen runt Maleník är platt åt sydost, men åt nordväst är den kuperad.Runt Maleník är det ganska tätbefolkat, med 86 invånare per kvadratkilometer. Närmaste större samhälle är Hranice, 5,5 km nordost om Maleník. Trakten runt Maleník består till största delen av jordbruksmark.